# Ceriagrion cerinorubellum
Ceriagrion cerinorubellum är en trollsländeart som först beskrevs av Brauer 1865.  Ceriagrion cerinorubellum ingår i släktet Ceriagrion och familjen dammflicksländor. IUCN kategoriserar arten globalt som livskraftig. Inga underarter finns listade i Catalogue of Life.

## Bildgalleri

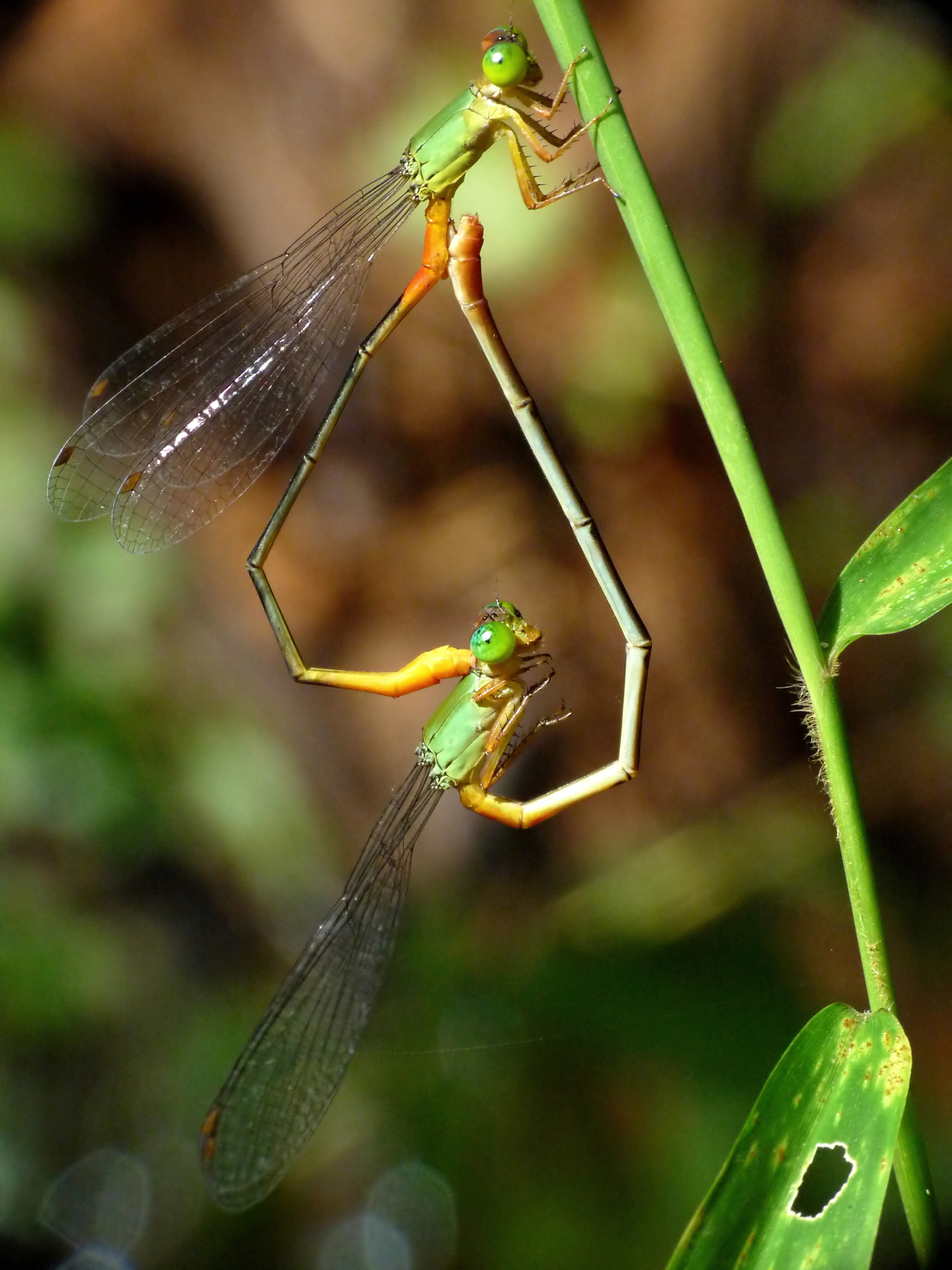
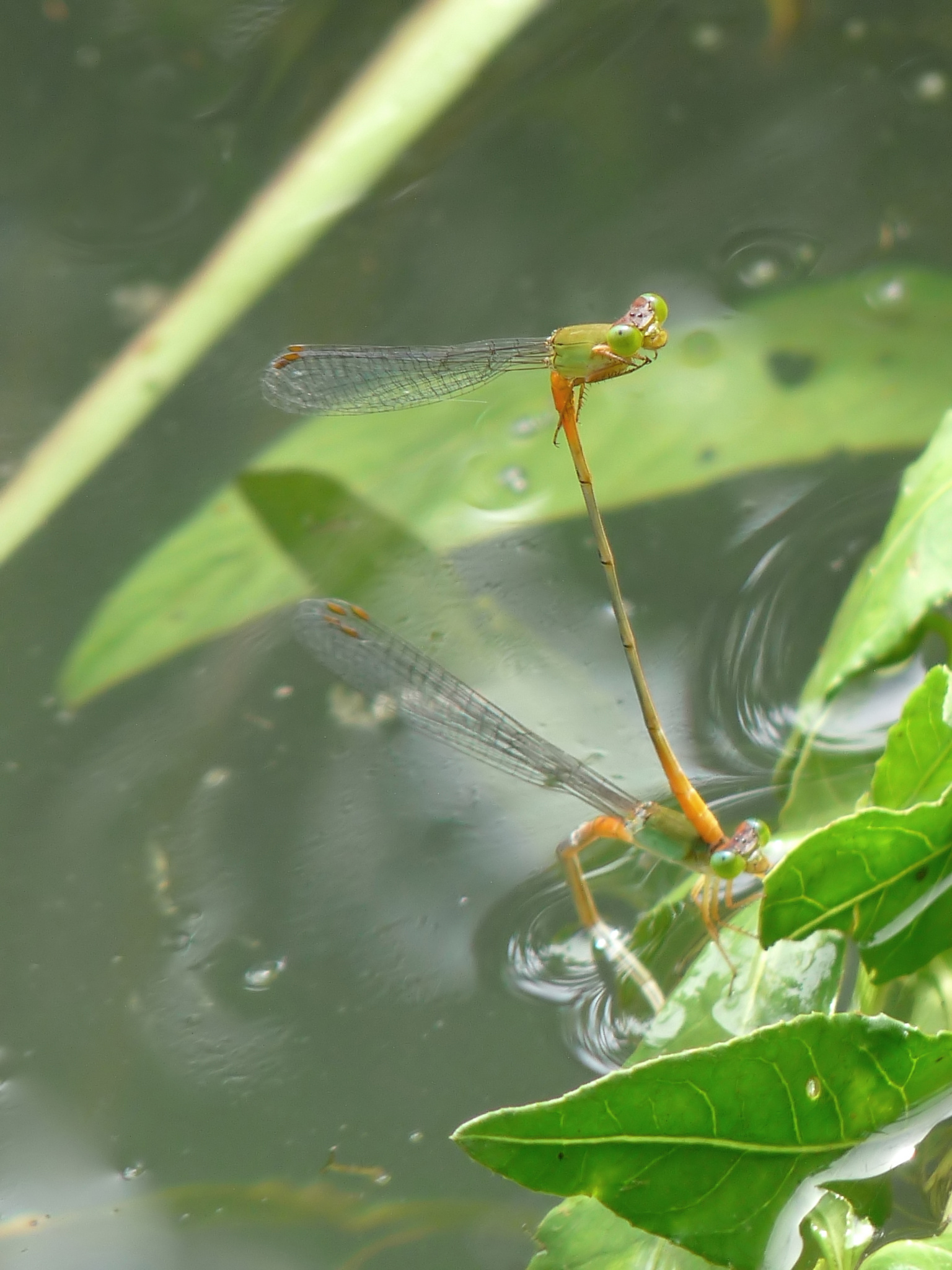
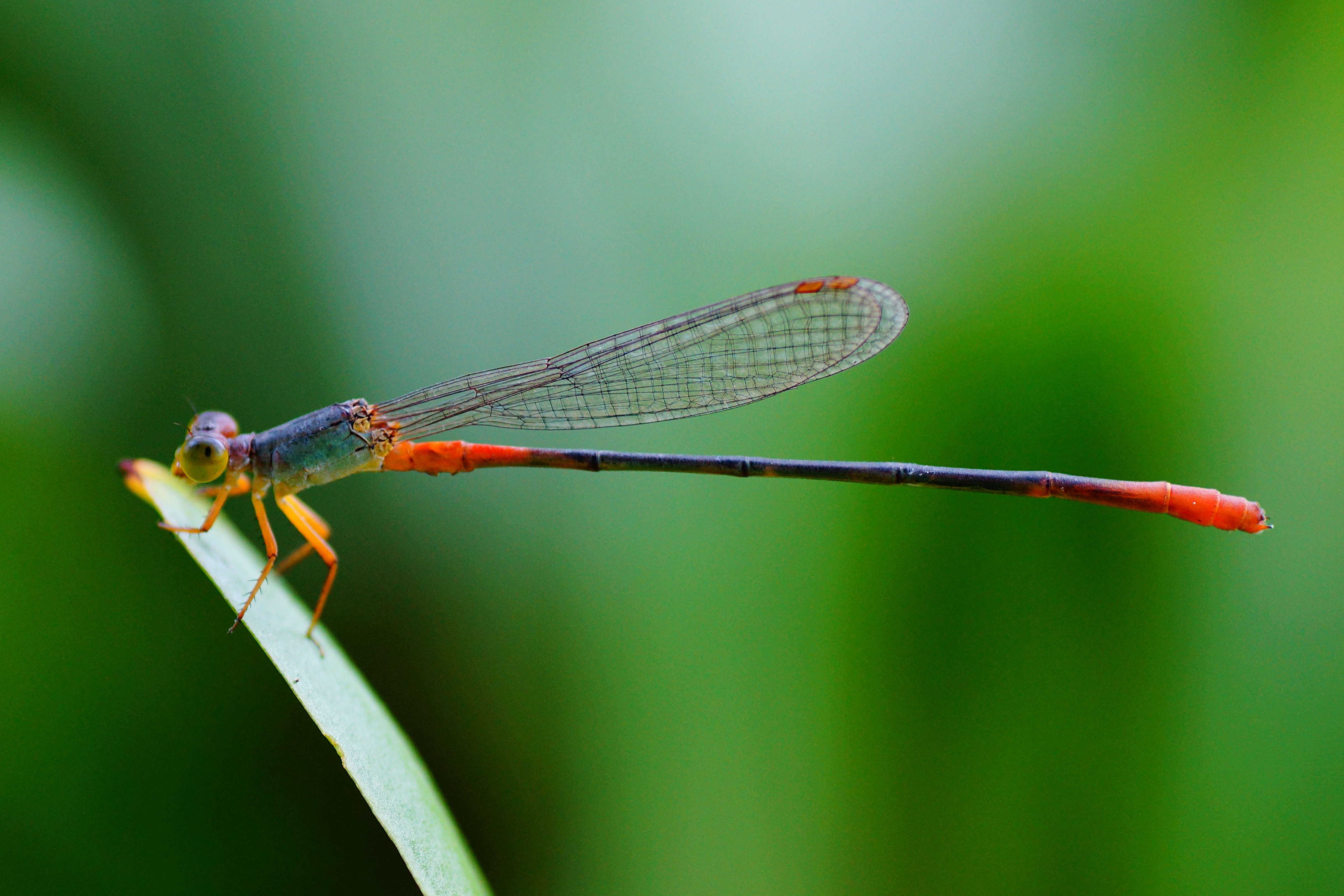
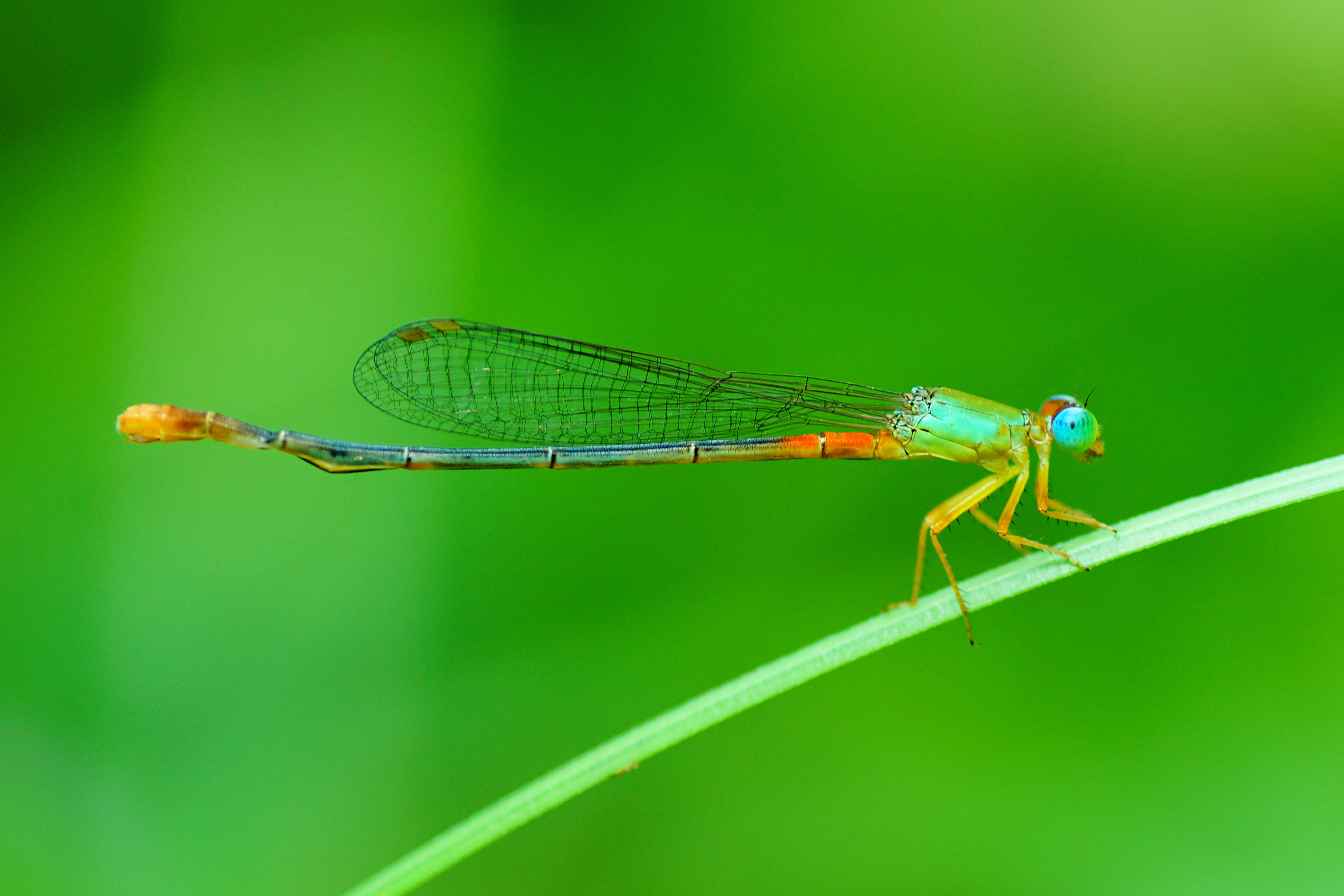
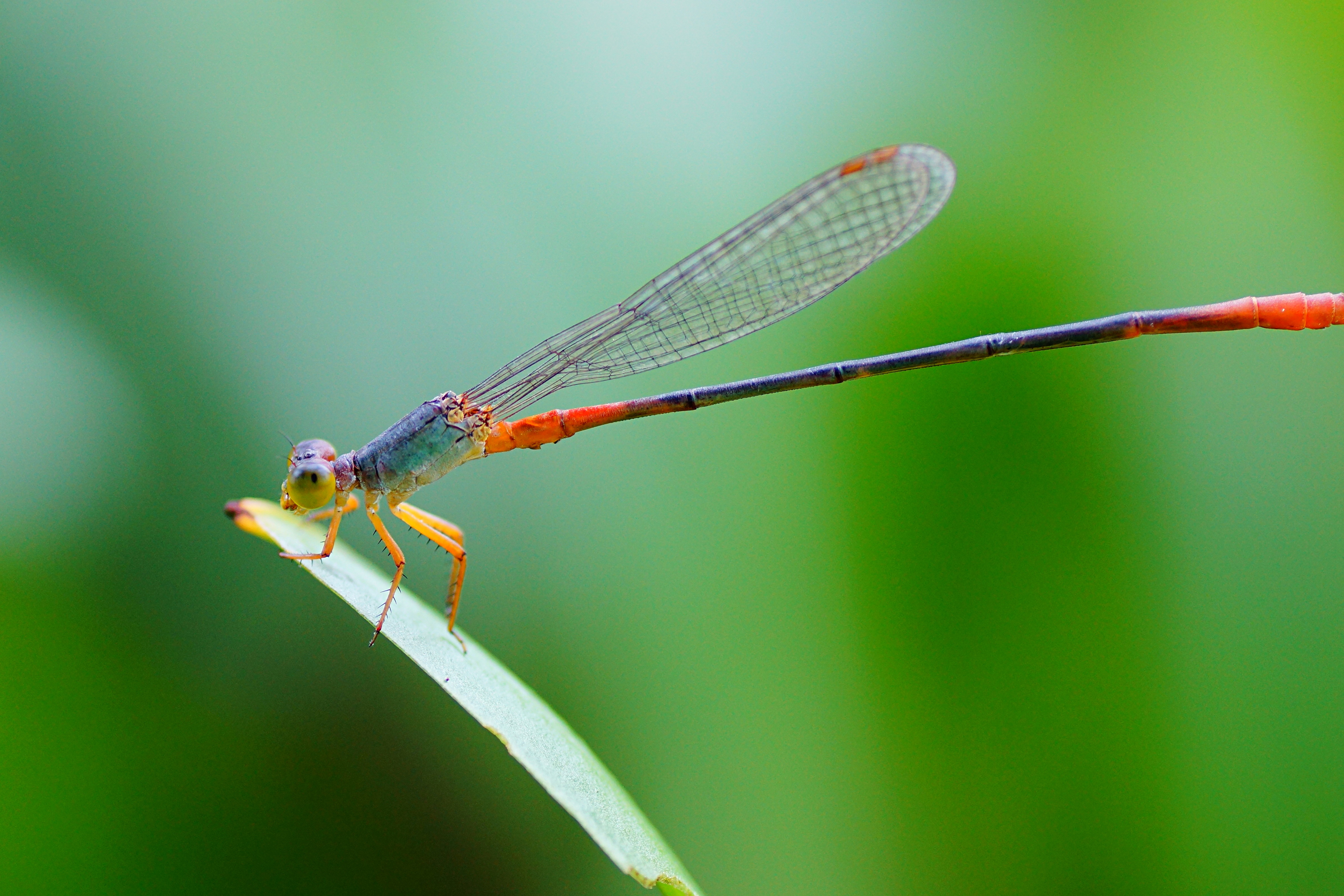